# Redcliff (Canada)
Redcliff is een plaats (town) in de Canadese provincie Alberta en telt 5096 inwoners (2006).